# Малабо
Мала́бо (исп. Malabo) (до 1973 Санта-Исабель, Santa Isabel) — столица Экваториальной Гвинеи, самый старый город страны. Расположена в северной части острова Биоко (или Фернандо-По) у подножья вулкана. Это главный коммерческий и финансовый центр республики. В нём расположен один из самых глубоководных портов в регионе, а также международный аэропорт, обслуживающий рейсы в континентальный Бату, а также в страны Африки, Европы и в США.
Сьюдад-де-ла-Пас — это город, строящийся в настоящее время в материковой части Экваториальной Гвинеи, который призван заменить Малабо в качестве столицы. Органы управления Экваториальной Гвинеей начали процесс перемещения в Сьюдад-де-ла-Пас в феврале 2017 года.

## История
В 1472 году в ходе поисков морского маршрута в Индию португальский мореплаватель Фернан ду По наткнулся на остров, который он назвал Формозой. Позже остров в честь его первооткрывателя был назван Фернандо-По. В 1507 году португальский мореплаватель Рамос де Эскивель сделал первую попытку колонизации острова, заложив на нём плантации сахарного тростника и основав сахарный завод в Консепсьоне (ныне Риаба), но враждебность местного народа буби и болезнь быстро положили конец его начинаниям.
Во время правления испанского короля Карлоса III португальцы в обмен на Колония-дель-Сакраменто в районе Ривер Плейт и остров Санта-Каталина у побережья Бразилии отдали испанцам остров Фернандо-По и предоставили им право вести торговлю на материке. Согласно договорам с Португалией, территория влияния испанцев должна была простираться от дельты Нигера до устья реки Огуэ; кроме островов Фернандо-По и Аннобон, испанцам передавались также острова Кориско, Большой Элобей и Малый Элобей. Неудачные попытки колонизировать эти земли Испанией, связанные с внутренними проблемами, привели к утрате интереса королевства к Испанской Гвинее. В 1827 году Испания разрешает британцам использовать остров в качестве перевалочной базы для борьбы с работорговлей.
В 1821 году британский капитан Нелли подошёл к острову Фернандо-По. Сочтя его заброшенным, он основал города Мэллвил-Бэй (Риабу) и Сан-Карлос (Лубу). Несколько лет спустя другой британец, офицер и исследователь Уильям Фицвильям Оуэн, с целью колонизации острова на севере его — на месте нынешней столицы — основал базу для британских кораблей, охотящихся на европейских работорговцев. Так 25 декабря 1827 года на руинах предыдущего (португальского) поселения возник Порт-Кларенс. Название было дано в честь герцога Кларенса, который впоследствии стал королём Вильгельмом IV. Буби называли Порт-Кларенс по-своему: Рипото (место иностранцев). Население столицы увеличивалось за счет освобождённых англичанами рабов, пока колонию (?!) для них не перенесли в Сьерра-Леоне. Потомки этих освобождённых рабов остались на острове. Они присоединились к другим мигрантам, прибывшим в качестве свободных рабочих из Либерии, Сьерра-Леоне, Ганы и Кот-д’Ивуара, и стали называться креолами (или фернандинос), говорящими на пиджине (англ. pidgin) — смеси английского языка и языка банту с некоторыми элементами испанского языка.
В течение британского периода британский консул стал одновременно и губернатором испанской колонии.
В 1844 году королева Испании Изабель II с целью расширения территории влияния и спасения наследия Испании дала знать Великобритании о своем желании восстановить контроль над колонией и в 1855 году вернула контроль над островом, а город Порт-Кларенс был переименована в Санта-Изабель (в честь королевы Изабель II) и стал столицей Экваториальной Гвинеи.
Нынешнее название (Малабо) было присвоено городу в 1973 году в рамках кампании президента Масиаса Нгемы по замене географических названий европейского происхождения африканскими. Столицу переименовали в честь Малабо Лопело Мелака, последнего короля буби, выступавшим против власти испанцев. Малабо, сын царя Мока, сдался испанцам. Его дядя Сас Эбуэра, глава воинов буби, утверждал, что представляет законное правление буби, и продолжал сопротивление испанцам вплоть до 1898 года. После того как испанцы убили Саса Эбуэру, Малабо, не имея конкурентов, стал царём, но власти не имел. Кланы и поселения буби не спешили принимать испанский суверенитет над островом. Испанцам удалось полностью завоевать остров лишь к 1912 году.

## Климат
Среднегодовая температура составляет 25 °C, среднегодовое количество осадков — 1900 мм. Малабо является одним из городов на островах Гвинейского залива, климат которых неблагоприятный.
| Показатель | Янв. | Фев. | Март | Апр. | Май | Июнь | Июль | Авг. | Сен. | Окт. | Нояб. | Дек. | Год  |
| --- | ---- | ---- | ---- | ---- | --- | ---- | ---- | ---- | ---- | ---- | ----- | ---- | ---- |
| Средний суточный максимум, °C                                                                                       | 31   | 32   | 31   | 32   | 31  | 29   | 29   | 29   | 30   | 30   | 30    | 31   | 32   |
| Средний суточный минимум, °C                                                                                        | 19   | 21   | 21   | 21   | 22  | 21   | 21   | 21   | 21   | 21   | 22    | 21   | 22   |
| Норма осадков, мм                                                                                                   | 5    | 31   | 193  | 163  | 262 | 302  | 160  | 114  | 201  | 231  | 117   | 20   | 1799 |
| Источник: BBC Weather: Malabo (англ.). Bbc.co.uk. Дата обращения: 20 апреля 2013. Архивировано 28 апреля 2013 года. |      |      |      |      |     |      |      |      |      |      |       |      |      |

## Транспорт
Общественные автобусы курсируют между центром города и районом Эла-Нгема. Основными направлениями из морского порта являются Бата, Испания и Камерун. В 7 км от центра расположен Международный аэропорт Малабо.